# Arnoldo Neto
Arnoldo Neto – portugalski rugbysta, dwunastokrotny reprezentant Portugalii w rugby union mężczyzn.
Jego pierwszym meczem w reprezentacji było spotkanie z Hiszpanią, które zostało rozegrane 31 marca 1968. Ostatni raz w reprezentacji zagrał 7 kwietnia 1974 z RFN w Hanowerze.